# Ермощенко, Вениамин Иосифович
Вениамин Иосифович Ермощенко (17 ноября 1889, Городецкое, Орловская губерния — 26 сентября 1937, Москва) — советский государственный деятель, член Учредительного собрания, профессиональный революционер, правдист.

## Биография
Родился в семье учителя из Орловской губернии, в селе Городецкое Малоархангельского уезда. С 15 лет трудился на шахте в Юзовке.
С 1908 года — член РСДРП(б), участвовал в революционной жизни; руководил рядом стачек и забастовок в Ростове-на-Дону, на Северном Кавказе, в Донбассе. Арестовывался в 1911 (бежал) и 1914 годах; приговорён к административной высылке на 3 года в с. Выгозеро (Олонецкая губерния), откуда был переведён в Енотаевск (Астраханская губерния).
В 1916 году бежал на Донбасс; летом 1916 года под его руководством Макеевско-Горловский комитет большевиков организовал стачку. 23 июля 1916 года арестован, помещён в Бахмутскую тюрьму, затем возвращён на место ссылки в Астраханскую губернию.
В ноябре 1916 года мобилизован в армию и направлен в город Николаевск в 138-й запасной пехотный полк писарем; рядовой. Создал в полку большевистскую организацию. С началом Февральской революции избран председателем Совета солдатских депутатов; провёл объединительный съезд местных Советов и создал один Николаевский уездный Совет, который возглавил в июне 1917 года. 18 апреля 1917 года создал газету «Известия Николаевского уезда» (ныне — «Новое Заволжье»). Осенью 1917 года стал председателем Николаевского уездного комитета РСДРП(б) и председателем Николаевского уездного ревкома.
В 1917 году служил с фельдфебелем 4-й роты В. И. Чапаевым, который под его агитацией стал большевиком, был знаком с С. П. Захаровым.
Делегат (с совещательным голосом) VI съезда РСДРП(б) (август 1917) и II Всероссийского съезда Советов 26 октября 1917 года.
Командир отряда Красной гвардии (Петроград, 1917; Самара, 1917—1918).
В 1917—1918 гг. — член Учредительного собрания.
С января 1918 — председатель Совета народных комиссаров Николаевской уездной трудовой социалистической коммуны. Один из организаторов Красной гвардии в Самаре, переформированной в 25-ю «Чапаевскую» стрелковую дивизию.
В 1918 — член РВС Уральского фронта, начальник штаба Самарской коммунистической дружины. В 1918 году направлен на подпольную работу в Самаре; в том же году арестован, освобождён в январе 1919.
В январе 1919 — председатель Уфимского губернского комитета РКП(б), в январе — марте 1919 — председатель Уральского губернского ревкома, г. Уральск (Яицкого областного революционного комитета).
В 1919 г. — председатель Исполнительного комитета Пугачёвского уездного Совета (Самарская губерния), заведующий Самарским губернским топливным отделом, заместитель начальника Политического управления Запасной армии Восточного фронта.
В марте 1919 г. руководил формированием в Пугачёвском уезде 1-го пролетарского коммунистического полка Красной Звезды, состоящего из коммунистов и сознательных рабочих-добровольцев, и стал его командиром. Полк имел специально пошитое обмундирование с отличным от традиционных головным убором — форменной шляпой-панамой. Имел в составе 1300 человек. 12 мая 1919 г. под селом Рахмановка полк был окружён и уничтожен казачьим полком Уральской армии. Одной из причин разгрома полка особая комиссия 4-й армии сочла несоответствие своей должности командира полка В. И. Ермощенко.
В 1919—1925 годы — Первый секретарь Президиума Всеукраинского ЦИК, одновременно (декабрь 1919 — февраль 1920) — управляющий делами Всеукраинского революционного комитета.
В 1925—1926 годы — управляющий Всеукраинской государственной строительной конторой «Укргосстрой», председатель Правления Всеукраинского АО строительной индустрии «Индустрой», заместитель начальника Управления торговли Наркомата снабжения СССР, заместитель управляющего Главчаем Главного управления торговли Наркомата пищевой промышленности СССР.
По октябрь 1936 — управляющий Всесоюзной конторой «Чайсбыт».
28 октября 1936 г. арестован по обвинению в участии в антисоветской террористической организации. Расстрелян 26 сентября 1937 г..
Реабилитирован в 1955 году.

### Семья
Жена — Ярышева Капитолина Георгиевна. Две дочери Елена Ермощенко ( род 1932 год), Светлана Ермощенко ( в замужестве Бушуева. 1934 - 2013).

## Память
- Именем В. И. Ермощенко названы улицы в Пугачёве (с 1974, бывшая Уфимская)[1] и Донецке[10].